# Thoại Giang
Thoại Giang là một xã thuộc huyện Thoại Sơn, tỉnh An Giang, Việt Nam.

## Địa lý
Xã Thoại Giang nằm ở phía nam huyện Thoại Sơn, có vị trí địa lý:
- Phía đông giáp thị trấn Núi Sập
- Phía tây giáp xã Vọng Đông
- Phía nam giáp xã Bình Thành
- Phía bắc giáp xã Định Mỹ và xã Mỹ Phú Đông.

Xã Thoại Giang có diện tích 29,45 km², dân số năm 2019 là 10.100 người, mật độ dân số đạt 343 người/km².

## Hành chính
Xã Thoại Giang được chia thành 4 ấp: Bắc Thạnh, Mỹ Giang, Tây Bình và Trung Bình.

## Lịch sử
- Quyết định 56-CP[3] ngày 11 tháng 03 năm 1977 của Hội đồng Chính phủ, hợp nhất huyện Huệ Đức và huyện Châu Thành thành một huyện lấy tên là huyện Châu Thành, xã Thoại Sơn thuộc huyện Châu Thành
- Quyết định 181-CP[4] ngày 25 tháng 04 năm 1979 của Hội đồng Chính phủ, đổi tên xã Thoại Sơn thành xã Thoại Giang, sáp nhập một phần các ấp Tây Bình và Bắc Thạnh của xã Thoại Giang vào thị trấn Núi Sập (theo lòng kinh Long Xuyên đi Rạch Giá và bờ đê đất ở khoảng giữa kinh E và kinh D).
- Quyết định 300-CP[5] ngày 23 tháng 08 năm 1979 của Hội đồng Bộ trưởng, chia huyện Châu Thành thành hai huyện lấy tên là huyện Châu Thành và huyện Thoại Sơn, xã Thoại Giang thuộc huyện Thoại Sơn
- Nghị định 53/2003/NĐ-CP[6] ngày 19 tháng 05 năm 2003 của Chính phủ, thành lập xã Bình Thành thuộc huyện Thoại Sơn trên cơ sở 837,3 ha diện tích tự nhiên và 498 nhân khẩu của xã Vọng Thê, 2.111 ha diện tích tự nhiên và 10.489 nhân khẩu của xã Thoại Giang.